# Hadena wiltshirei
Hadena wiltshirei là một loài bướm đêm trong họ Noctuidae.